# S/2004 S 3
S/2004 S 3 — імовірний природний супутник Сатурна. Він був відкритий за фотознімками космічного апарата «Кассіні» 21 червня 2004 року групою американських астрономів на чолі з Кароліною Порко. Існування цього супутника поки що офіційно не пітверджене, тому він не має офіційної назви.
S/2004 S 3 знаходиться біля зовнішнього краю кільця F. Його орбіта лежить усередині орбіти Пандори.
Супутник має діаметр близько 4,5 кілометра і обертається на відстані 140 580 кілометрів від Сатурна. Він має період обертання 0,62095 дня, нахил орбіти 0,05° до екватора Сатурна, ексцентриситет орбіти 0,004.
S/2004 S 3 було видно на 118-денному інтервалі, але жоден із об'єктів S/2004 S 3, S/2004 S 4, S/2004 S 6, не був виявлений 15 листопада 2004 року через 29 днів после останнього спостереження S/2004 S 3 на зображеннях з роздільною здатністю 4 км/піксель, при якому ці об'єкти були виявлені. Отже S/2004 S 3, S/2004 S 4 і S/2004 S 6 можуть бути тимчасовими згущеннями.